# دن بیتمن
دن بیتمن (به انگلیسی: Dan Bittman) (زاده ۲۹ مارس ۱۹۶۲) خوانندهٔ رومانیایی است.
او در مسابقه آواز یوروویژن ۱۹۹۴ نماینده رومانی بود.